# Chlamydastis phytoptera
Espèce
Chlamydastis phytoptera est un insecte lépidoptère (papillon de nuit) de la famille des Oecophoridae.